# Iannis Xenakis

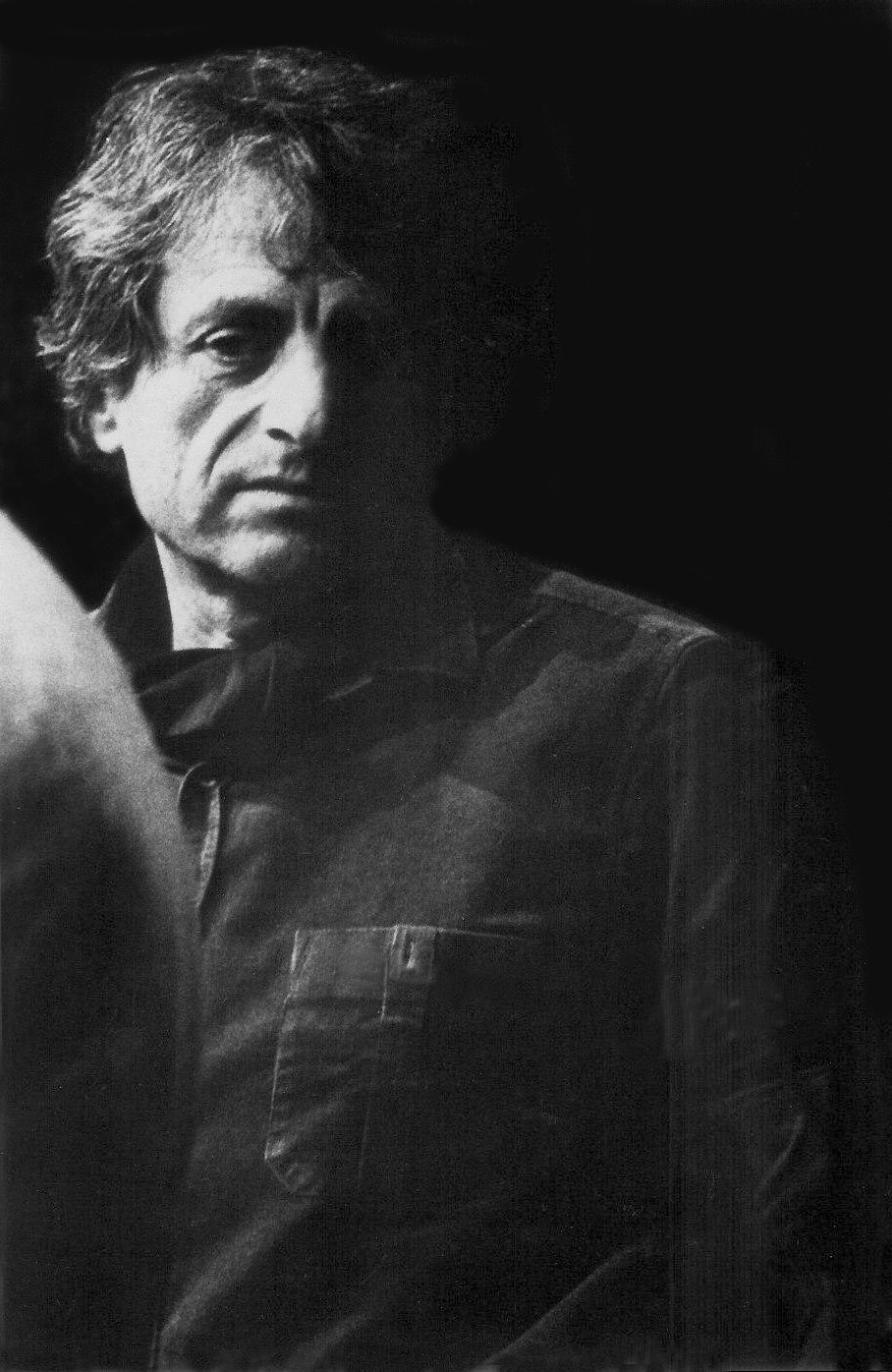

Iannis Xenakis (sinh năm 1922 tại Braila, Rumani, mất năm 2001 tại Paris, Pháp) là nhà soạn nhạc người Hy Lạp. Ông là một trong những nhà soạn nhạc xuất sắc của âm nhạc Hy Lạp thời kỳ Hiện đại.

## Cuộc đời và sự nghiệp
Iannis Xenakis học cùng lúc về âm nhạc với Honegger, Varèse, Messiaen và về kiến trúc với Le Corbusier. Sau Xenakis trở thành trự lý về xây dựng cho chính thầy giáo của mình.

## Phong cách sáng tác
Với cảm xúc âm nhạc rất tinh tế, một đầu óc tổng hợp và một trình độ toán học cao, Iannis Xenakis "tính toán" sáng tác của mình bằng những máy IBM dựa trên những nguyên tắc chặt chẽ cả về toán học cũng như về âm nhạc.

## Các tác phẩm
Iannis Xenakis đã sâng tác vở ballet Kraannerg cho dàn nhạc và băng ghi âm (1969), âm nhạc cho sân khấu The Bacchae (1993), nhiều tác phẩm cho dàn nhạc như Kyania (1990), Krinoidi (1991), những băng ghi âm Persepolis, 8-track (1971), Gendys, 2-track (1991), những tác phẩm cho dàn nhạc thính phòng, hơp xướng, đàn phím.